# Camilla Faà
Camilla Faà di Bruno, también conocida como da Casale o Camilla Faà Gonzaga (c. 1599-Ferrara, 14 de julio de 1662), fue una mujer de la nobleza italiana que se casó en secreto, brevemente y morganáticamente, con Fernando I Gonzaga de Mantua, duque de Mantua y Montferrat. Repudiada por su marido, se hizo monja, y el libro de  memorias de 16 páginas que escribió en 1622 a instancias de la madre superiora ha sido descrito como la primera autobiografía en prosa escrita por una mujer italiana.
Su historia fue la base para el drama histórico de Paolo Giacometti Camilla Faa da Casale, estrenada en el Teatro Nuovo de Florencia el 29 de octubre de 1846.

## Biografía
Fue hija de Margherita Fassati y Ardizzino Faà, Conde de Bruno, militar y diplomático. La joven Camilla se convirtió en una de las muchas compañeras de la duquesa Margarida de Saboya en la corte Gonzaga de Casale, capital del Ducado de Monferrato, en donde el marido de Margherita, Francesco Gonzaga, era gobernador. En febrero de 1612 el padre de Francesco Vincenzo murió y Francesco le sucedió como duque de Mantua y de Montferrat, y el tribunal le transfirió a Casale a Mantua, donde, el 22 de diciembre del mismo año, Francesco murió durante un brote de viruela.
Su sucesor como duque de Ferdinando era, hasta entonces, un cardenal de Roma con una reputación de mujeriego. Con 16 años de edad, Camilla era popular por su belleza y conocida como la bella Ardizzina y se convirtió en el objeto de su atención. Las nupcias se celebraron en secreto el 19 de febrero de 1616 en la capilla de la Palazzo Ducale y Camilla quedó embarazada poco después.
Los intentos por mantener el secreto del matrimonio fracasaron y la autoridad judicial y las relaciones de Ferdinando se tomaron la noticia muy mal, ya sea por envidia o porque pensaban que el duque no había protegido la dinastía. Parece que en un principio Fernando quería mantener el matrimonio y en agosto se le concedió el marquesado de Mombaruzzo y la renta de varios territorios en Monferrato y en la zona de Acqui. Sin embargo, la hostilidad que se enfrentó a la nobleza de Mantua fue demasiado dura para Camilla y, a petición propia, se fue de la ciudad. En este momento Monferrato estaba en guerra con Savoya, que quería arrebatar la ciudad desde los Gonzaga y, o bien por temor a que huiría con el enemigo, o bien por su propia protección, fue trasladada de Bruno al castillo de los Paleologi en Casale, una de las ciudades más fortificadas de Italia. Ferdinando se unió allí en noviembre y el 5 de diciembre Camilla dio a luz a su hijo, Giacinto Teodoro Giovanni. Ferdinando reconoció al niño como su hijo y, mientras no lo reconocían como su heredero, el duque permaneció en Casale hasta Año Nuevo.
Mientras tanto, se le había convencido de que debía rechazar a la bella Ardizzina y rehacer un matrimonio más adecuado dinásticamente. Realizó ambas acciones con un pronunciamiento que se obtuvo del papa Paulo V, y el 7 de febrero de 1617 se casó con Catalina de Médicis.
Camilla se retiró en Mantua, donde, para evitar la humillación de regresar como una simple cortesana, tomó alojamiento en un monasterio. Giacinto, sin embargo, fue criado en la corte de Mantua y alcanzó cierta popularidad. En noviembre de 1618 el duque la obligó a entrar en un orden cerrado de monjas, en el convento de Corpus Domini, en Ferrara. Entró como laica, pero en 1622 realizó sus votos y pasó el resto de su vida allí como monja.
Camilla Faà di Bruno murió el 14 de julio de 1662 a la edad de 63 años en el monasterio del Corpus Domini, donde fue enterrada junto a Lucrecia Borgia.

## Lectura complementaria
- En su Italian Journeys, William Dean Howells realiza con detalle la biografía de Camilla Faà.